# Carl Hårleman
Carl Hårleman (Stoccolma, 27 agosto 1700 – 9 febbraio 1753) è stato un architetto svedese.

## Biografia
Figlio dell'architetto e direttore dei parchi e dei giardini reali Johan Hårleman, che aveva ricevuto il titolo nobiliare nel 1698, iniziò i suoi studi di architettura avendo come precettore Göran Josua Adelcrantz. 
Grazie a una borsa di studio governativa, lasciò la Svezia per recarsi a studiare all'estero nel 1721, recandosi prima a Parigi, dove trascorse quattro anni come studente alla Accademia Reale di Architettura e all'Accademia d'Arte, poi in Italia. Da Venezia fu richiamato in patria nel 1727.
Nel 1728, alla morte di Nicodemus Tessin il Giovane, divenne intendente di corte e in seguito, quando il figlio di Tessin, Carl Gustaf Tessin, divenne membro del consiglio privato del re, sovrintendente di corte. Nel 1747 fu nominato barone e divenne Mastro di Cerimonie degli Ordini Reali l'anno successivo.
Dettaglio della Casa del Concistoro di Uppsala. Completata nel 1755, rimase il nucleo amministrativo dell'Università di Uppsala per molto tempo. La Cattedrale, che si vede sullo sfondo, è stata sostanzialmente cambiata da restauri successivi, rispetto a quella pensata da Hårleman.
Hårleman completò il Palazzo Reale di Stoccolma iniziato da Nicodemus Tessin il giovane in seguito ad un incendio che aveva distrutto il castello medievale nel 1697. In particolare, egli era incaricato della cura degli interni e impiegò molti artigiani qualificati per svolgereil lavoro. 
L'opera ebbe un effetto benefico sulle attività artigianali del paese, soprattutto su quelle riguardanti la produzione di mobilia, e favorì l'introduzione dello stile rococò.
Hårleman restaurò la Cattedrale di Uppsala e alcune parti del Castello di Uppsala, entrambi i quali erano stati seriamente danneggiati dall'incendio della città avvenuto nel 1702. 
Su commissione dell'Università di Uppsala, costruì la Casa del Concistoro (konsistoriehuset) e il palazzo del conservatorio per il giardino botanico di Linneo (il Linnéträdgården).